# Desiderata
Desiderata je pesnitev, ki naj bi jo leta 1927, po nekaterih podatkih pa že leta 1906, napisal ameriški odvetnik Max Ehrmann (1872–1945) in podučuje, kako živeti srečno. Nekateri trdijo, da gre za besedilo, najdeno v cerkvi sv. Pavla v Baltimoru v Marylandu, ki je bilo v latinščini napisano že leta 1692. Ehrmann naj bi ga le prevedel. Mit, da je navdihujoča pesem, nastala že leta 1692, je sprožil Frederick Kates, ki je pesnitev vključil v zbirko navdihov za svojo kongregacijo in to na cerkvenem papirju z glavo njegove cerkve  'The Old St Paul's Church, Baltimore, AD 1692' (leto ustanovitve kongregacije).

## Besedilo
Spokojen hodi skozi trušč in naglico sveta 
in se spominjaj miru, ki ga najdeš le v tišini.
Kolikor je mogoče, bodi v dobrih odnosih z vsemi ljudmi.
Svojo resnico pripoveduj mirno in jasno
In prisluhni drugim, tudi neumnim in nevednim,
zakaj vsakdo ima svojo zgodbo.
Izogibaj se bučnih, napadalnih ljudi, ker so breme za dušo.
Ne primerjaj se z drugimi, da ne postaneš
zagrenjen ali ohol, kajti vedno bodo večji ali manjši od tebe.
Veseli se svojih del, veseli se svojih načrtov.
Ohrani navdušenje za svoj poklic, naj je še tako skromen,
saj je pravi zaklad  v spremenljivih časih.
Pri poslih bodi pazljiv, kajti svet je poln prevar.
Zato nikakor ne spreglej, da je tudi zvrhan kreposti.
Mnogi hodijo za visokimi vzori
in povsod je življenje polno junaških dejanj.

Bodi, kar si. 
Bodi svoj.

In nikoli ne igraj ljubezni.
Pa tudi ne preziraj je, čeprav si razočaran in ogorčen,
zakaj ljubezen je večna, kakor je večna tudi trava.
Spokojno sprejmi izkušnje let, drugo za drugo
skladno odlagaj stvari iz mladosti.
Neguj duhovno moč, ki te bo obvarovala nenadne nesreče.
In ne spravljaj v žalost samega sebe z izmišljotinami.
Mnogi strahovi se rodijo iz utrujenosti in osamljenosti.
Vzdržuj pravo disciplino, a vedno bodi do sebe tudi blag.

Otrok vesolja si, nič manj, kot so to drevesa in zvezde.
Pravico imaš biti tu.
In, če to veš ali ne – vse v vesolju poteka natančno tako, kot je prav.
Bodi torej v miru z Bogom, vseeno, kako si ga predstavljaš.
In ne glede na to, kakšno je tvoje delo in kakšne težnje
v bučnem vrvenju življenja, ohrani mir v duši.
Kljub vsej nesnagi in žalosti, kljub vsem izničenim
sanjam, je svet čudovit.

Bodi pozoren.
Bodi srečen.